# Olympische Jugend-Sommerspiele 2018/Beachhandball/Argentinien Jungen

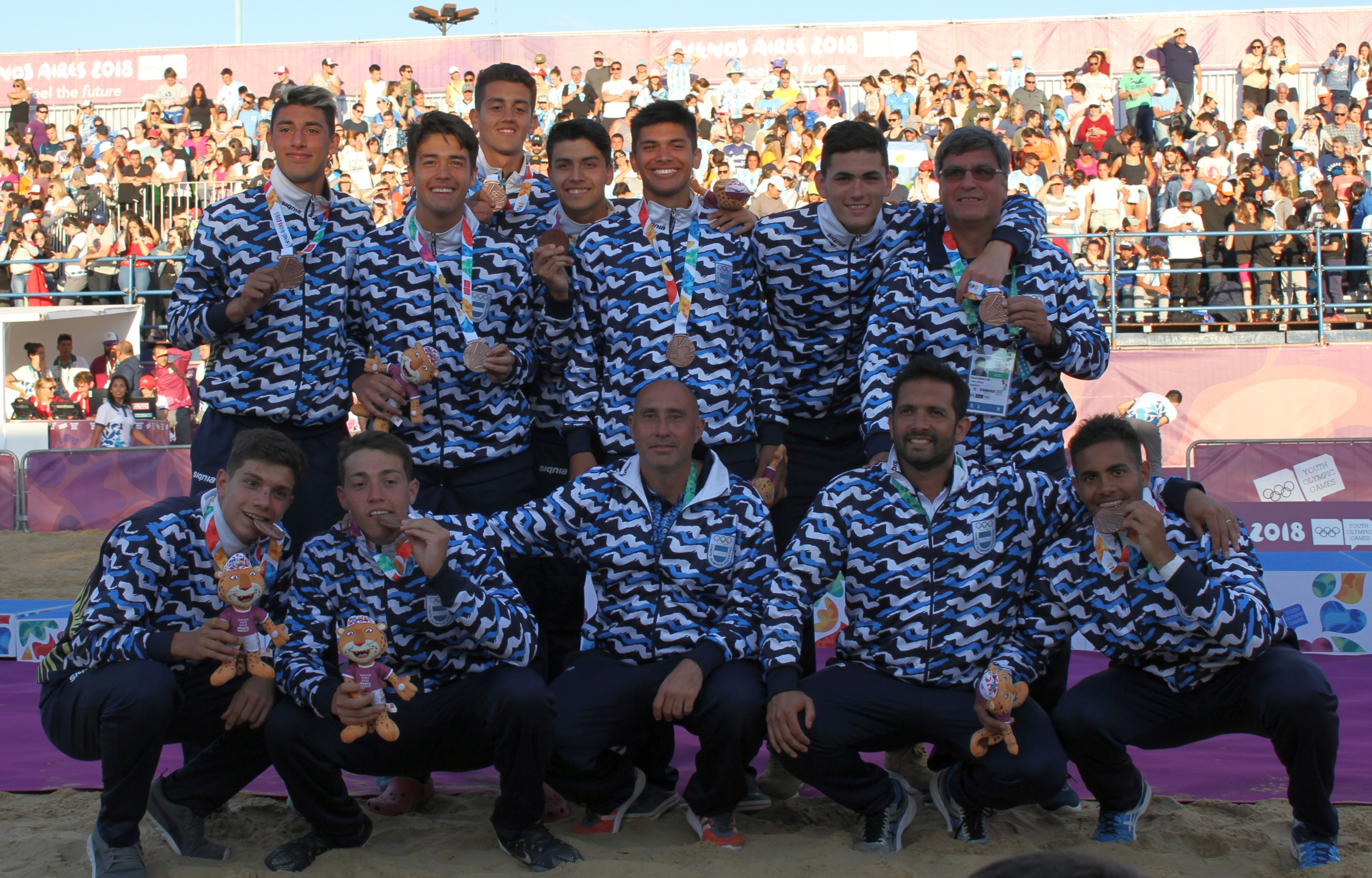
Die argentinische Mannschaft mit ihren Trainern und Betreuern bei der Siegerehrung

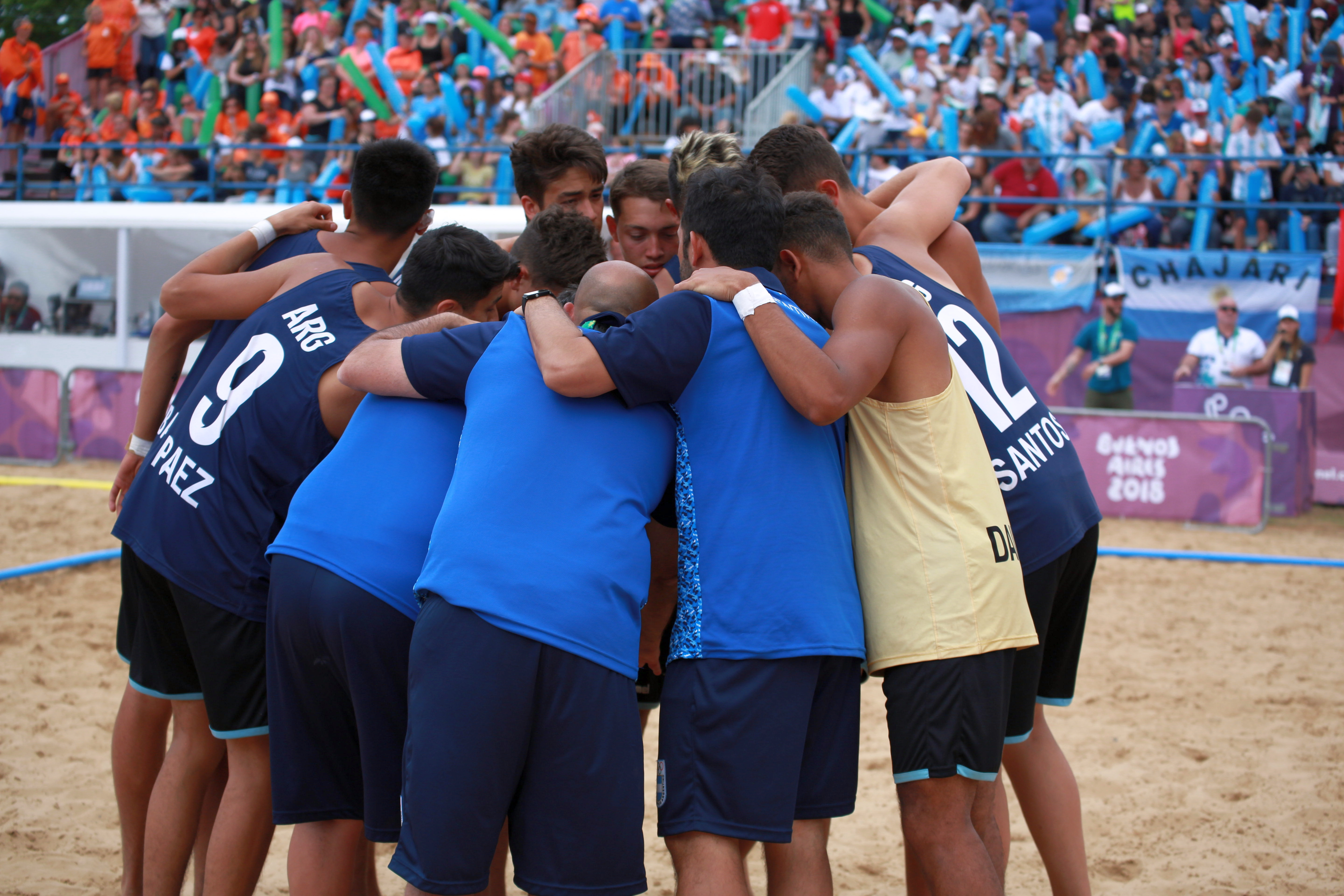
Das Team stimmt sich vor dem Spiel um die Bronzemedaille ein

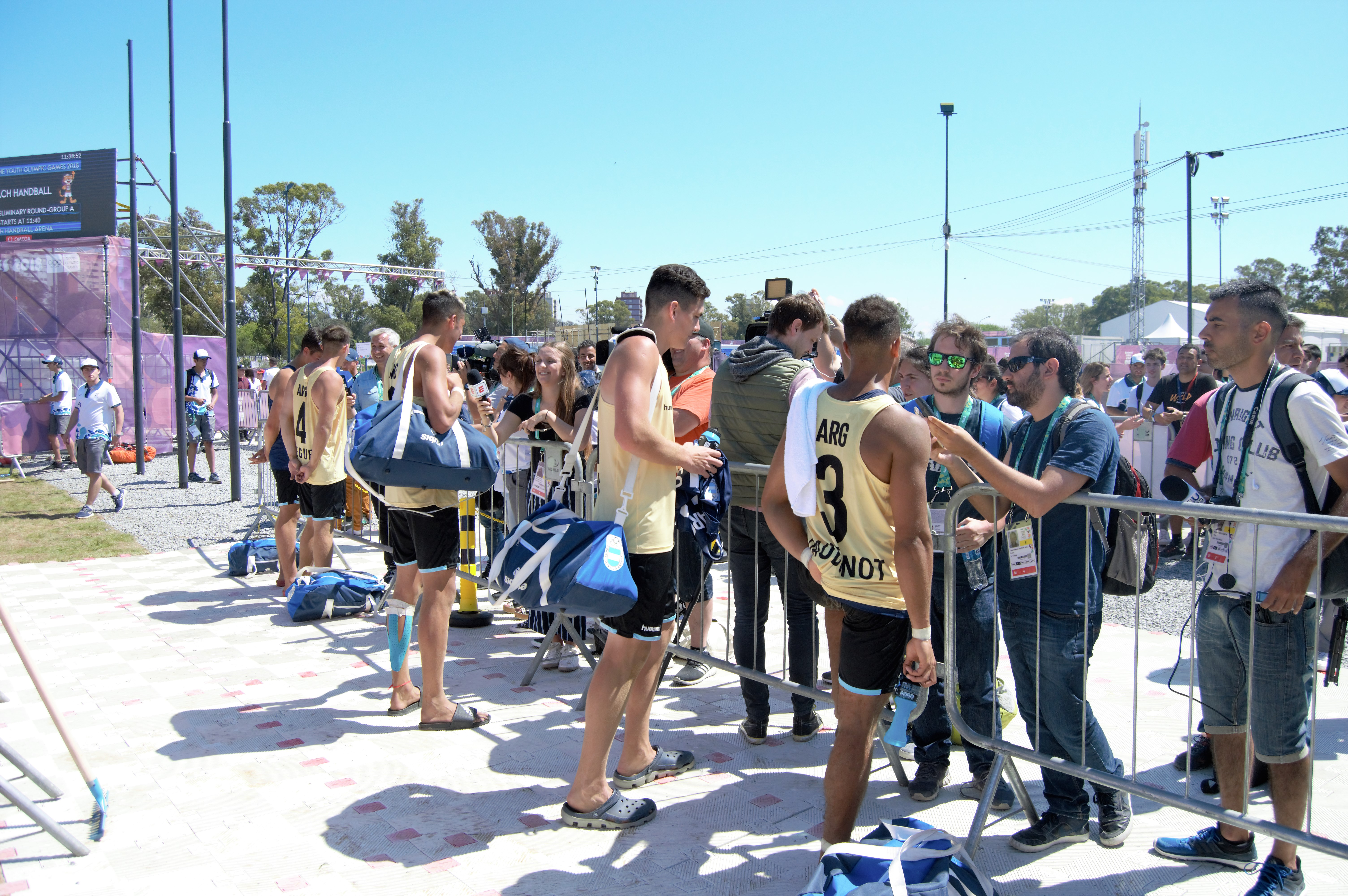
Im Gespräch mit Pressevertretern in der Mixed Zone

Die Argentinische Junioren-Nationalmannschaft der Jungen im Beachhandball war als Gastgeber automatisch für die Olympischen Jugend-Sommerspiele 2018 in Buenos Aires qualifiziert, wo Beachhandball zum ersten Mal olympisch gespielt wurde. Die Mannschaft der Confederación Argentina de Handball gewann dabei die Bronzemedaille.
Als Gastgeber trug die argentinische Mannschaft alle Spiele auf dem Hauptplatz (Central) aus. Die Spiele ihrer Vorrunde konnten sie als einzige Mannschaft des Jungen-Turniers gewinnen. Bis auf einen deutlichen Sieg über Paraguay gingen jedoch alle Spiele bis in den Shootout und waren zumeist sehr eng und hart umkämpft. Insbesondere im Shootout konnte das Team von der Unterstützung des Heimpublikums profitieren. Selbst gegen den großen Außenseiter Mauritius musste sich Argentinien erst im Shootout den Sieg erkämpfen. In der Hauptrunde blieben die Spiele weiterhin so eng, doch verloren die Argentinier hier ihre beiden ersten Spiele, darunter gegen Thailand in einem überaus lang andauernden Shootout mit 12:13 Treffern. Nach zwei Niederlagen und einem Sieg in der Hauptrunde, erreichte Argentinien als Zweitplatzierter hinter Spanien das Halbfinale gegen Portugal. Während die Südamerikaner die Südeuropäer in der Vorrunde noch im Shootout schlagen konnten, verloren sie dieses Mal in der Verlängerung und zogen ins Kleine Finale gegen Ungarn ein, welches sie am Ende souverän für sich entscheiden konnten.
Mit den Mädchen die den Titel gewannen, war Argentinien die erfolgreichste Nation der 2018er Jugendspiele im Beachhandball.

## Technische Angaben
Trainer (director técnico) der Mannschaft war Daniel Zeballos, als Co- und Athletiktrainer fungierte Gastón Boiman. Leitender Betreuer war Marcelo Gramcko.

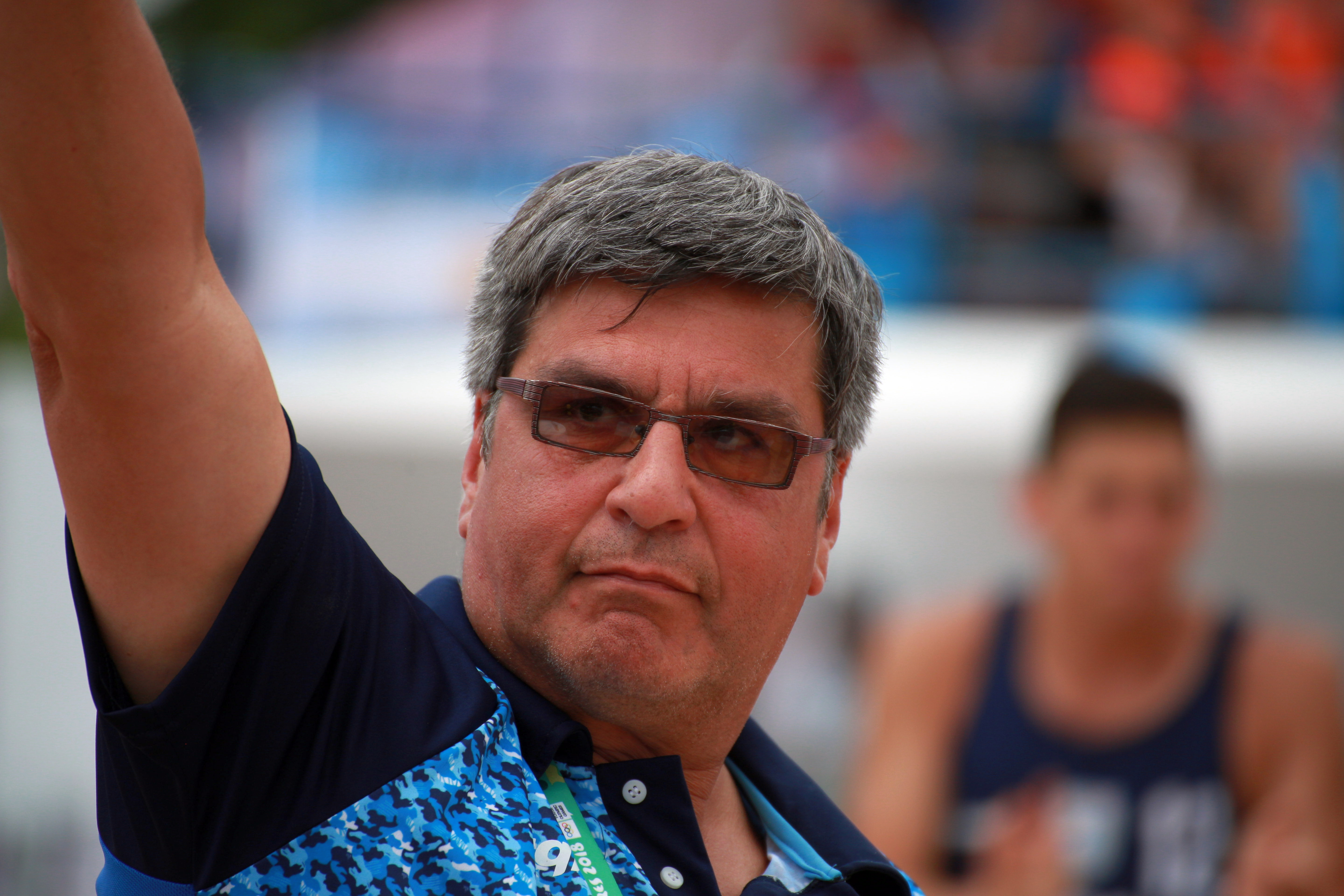
Trainer Daniel Zeballos
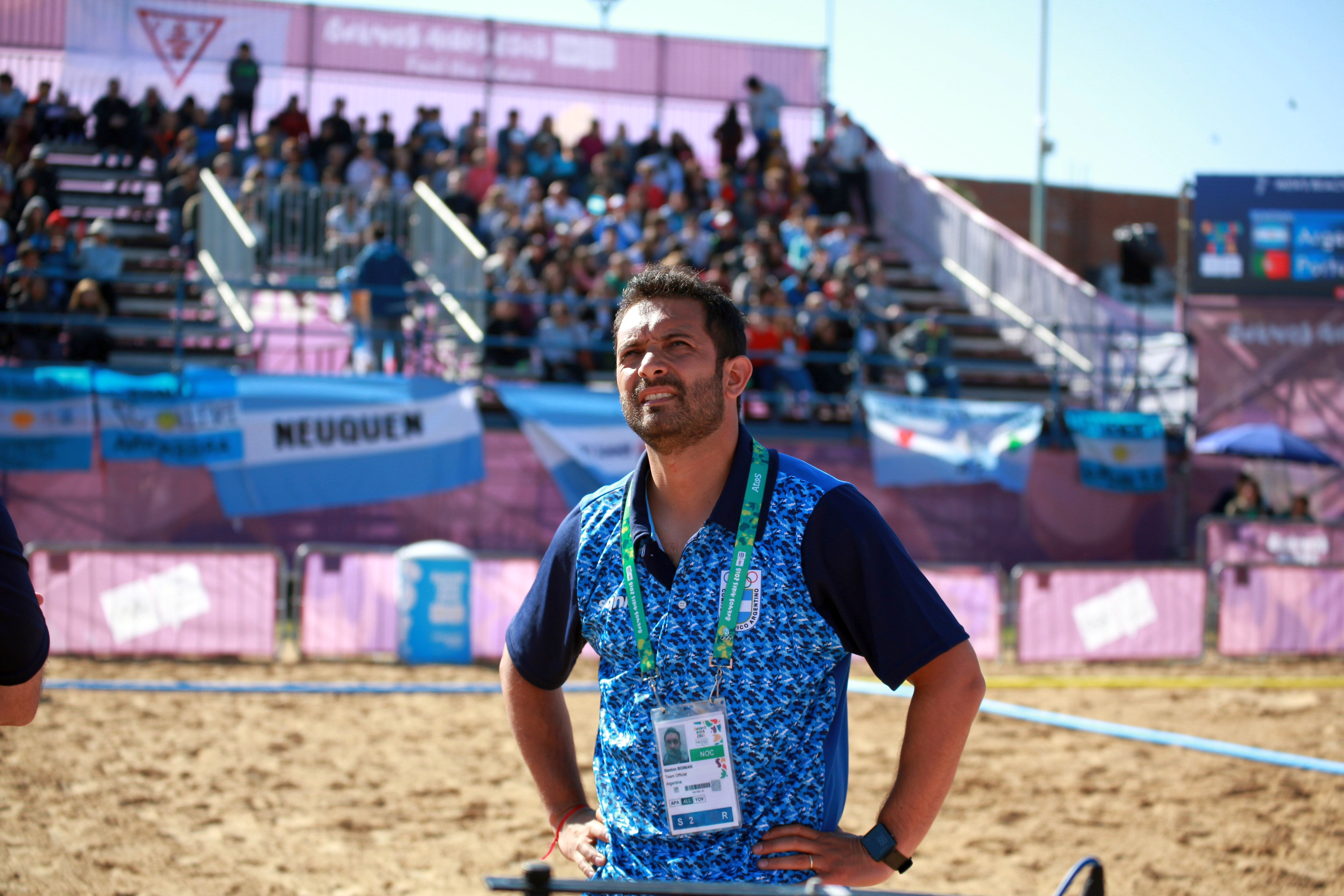
Co-Trainer Gastón Boiman
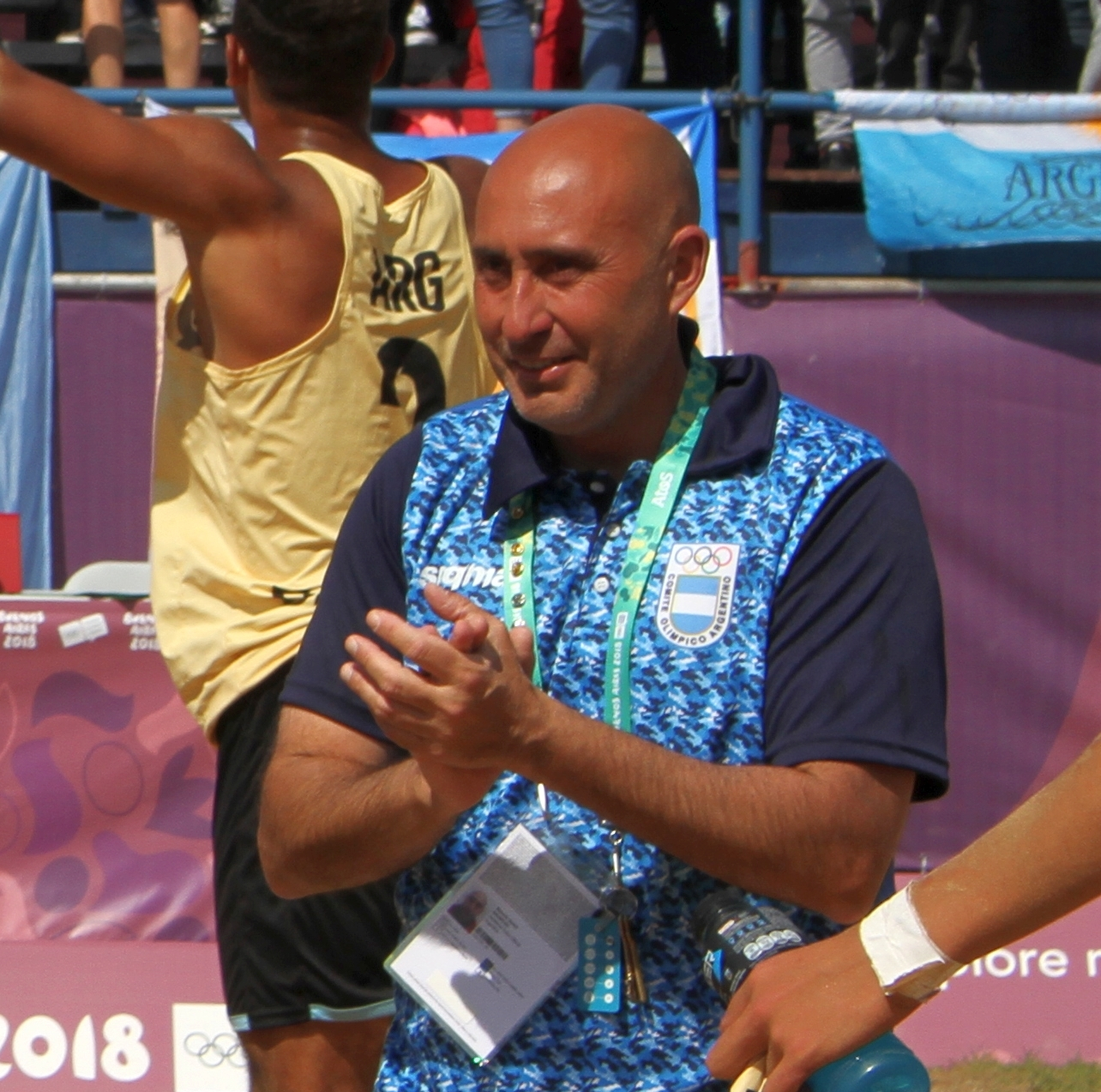
Betreuer Marcelo Gramcko

Offizielle Trikotsätze:
| Trikot           | Tank Top Feld | Tank Top Tor/Specialist | Shorts   |
| ---------------- | ------------- | ----------------------- | -------- |
| Standardtrikot   | Hellblau-Weiß | Gelb                    | Hellblau |
| Ausweichtrikot   | Blau          | Gelb                    | Hellblau |
| Ausweichtrikot 2 | Weiß          | Gelb                    | Hellblau |

## Spiele

### Gruppe B
| Rang | Land        | Spiele | Tore    | Punkte |
| ---- | ----------- | ------ | ------- | ------ |
| 1    | Argentinien | 5      | 220:187 | 10     |
| 2    | Kroatien    | 5      | 210:158 | 8      |
| 3    | Portugal    | 5      | 214:149 | 6      |
| 4    | Italien     | 5      | 216:181 | 4      |
| 5    | Mauritius   | 5      | 124:240 | 2      |
| 6    | Paraguay    | 5      | 141:210 | 0      |

| 8. Oktober 2018, 10:50 Uhr  | Argentinien | – | Kroatien    | 2:1 (43:41, 17:16, 17:21, 9:4)    |
| 8. Oktober 2018, 15:20 Uhr  | Paraguay    | – | Argentinien | 0:2 (25:38 – 13:17, 12:21)        |
| 9. Oktober 2018, 11:40 Uhr  | Argentinien | – | Portugal    | 2:1 (40:39 – 22:20, 8:14, 10:5)   |
| 9. Oktober 2018, 16:10 Uhr  | Argentinien | – | Mauritius   | 2:1 (43:28 – 17:7, 16:17, 10:4)   |
| 10. Oktober 2018, 10:50 Uhr | Italien     | – | Argentinien | 1:2 (54:46 – 20:18, 22:24, 12:14) |

### Hauptrunde
| Rang | Land        | Spiele | Tore    | Punkte |
| ---- | ----------- | ------ | ------- | ------ |
| 1    | Spanien     | 5      | 230:198 | 8      |
| 2    | Argentinien | 5      | 235:225 | 6      |
| 3    | Portugal    | 5      | 194:187 | 4      |
| 4    | Kroatien    | 5      | 195:210 | 4      |
| 5    | Thailand    | 5      | 230:241 | 4      |
| 6    | Ungarn      | 5      | 202:225 | 4      |

| 11. Oktober 2018, 12:30 Uhr | Thailand | – | Argentinien | 2:1 (60:58 – 20:19, 14:15, 26:24) |
| 11. Oktober 2018, 17:00 Uhr | Spanien  | – | Argentinien | 2:0 (41:38 – 20:18, 21:20)        |
| 12. Oktober 2018, 15:20 Uhr | Ungarn   | – | Argentinien | 0:2 (44:25 – 20:31, 24:25)        |

### Halbfinale und Spiel um den dritten Platz
| Halbfinale 1               |             |   |          |                                 |
| 13. Oktober 2018, 9:30 Uhr | Argentinien | – | Portugal | 1:2 (44:49 – 20:18, 16:22, 8:9) |

| Spiel um Platz 3            |             |   |          |                            |
| 13. Oktober 2018, 14:10 Uhr | Argentinien | – | Kroatien | 2:0 (37:32 – 17:14, 20:18) |

## Spieler

### Nahuel Baptista Pérez
- Nummer: 1
- Name auf dem Trikot: BAPTISTA
- Spielposition(en): Kreißläufer/Linker Flügel
- Verein: Sol de Mayo de Viedma
- Geburtsdatum: 6. Februar 2000
- Größe: 1,89 Meter

| Gegner    | Punkte und Würfe | Punkte und Würfe | Punkte und Würfe | Punkte und Würfe | Versuche und Treffer | Versuche und Treffer | Versuche und Treffer | Versuche und Treffer | Versuche und Treffer | Versuche und Treffer | Versuche und Treffer | Torhüter | Torhüter | Torhüter | Torhüter | Strafen | Strafen | Strafen | Technik | Technik | Technik | Technik     | Technik  | Technik |
| Gegner    | Punkte           | Tore             | Würfe            | %                | 1-Pt All             | 1-Pt Spin            | Spin                 | In-flight            | Spec                 | Dir Goal             | Pen                  | Sav      | Shots    | %        | Sav Pen  | SUS     | D       | DR      | Ass     | Steal   | Block   | Rec 6m Foul | Pen Foul | TO      |
| --------- | ---------------- | ---------------- | ---------------- | ---------------- | -------------------- | -------------------- | -------------------- | -------------------- | -------------------- | -------------------- | -------------------- | -------- | -------- | -------- | -------- | ------- | ------- | ------- | ------- | ------- | ------- | ----------- | -------- | ------- |
| Kroatien  | 10               | 6                | 8                | 75               | 2/2                  | 1/1                  | 3/5                  | 1/1                  |                      |                      |                      |          |          |          |          |         |         |         | 3       |         |         |             |          |         |
| Paraguay  | 12               | 7                | 8                | 88               | 2/2                  | 1/1                  | 3/4                  | 2/2                  |                      |                      |                      |          |          |          |          |         |         |         | 1       |         |         |             |          |         |
| Portugal  | 9                | 5                | 10               | 50               | 1/1                  |                      | 3/7                  | 1/2                  |                      |                      |                      |          |          |          |          |         |         |         | 3       |         |         | 3           |          |         |
| Mauritius | 10               | 5                | 7                | 71               |                      |                      | 3/4                  | 2/2                  | 0/1                  |                      |                      |          |          |          |          | 19:56   |         |         | 1       |         |         |             |          | 1       |
| Italien   | 18               | 9                | 10               | 90               |                      |                      | 6/7                  | 3/3                  |                      |                      |                      |          |          |          |          |         |         |         | 2       |         |         | 1           |          |         |
| Thailand  | 25               | 13               | 14               | 93               | 1/1                  | 1/1                  | 8/9                  | 3/3                  |                      | 1/1                  |                      |          |          |          |          |         |         |         |         |         |         |             |          | 2       |
| Spanien   | 16               | 8                | 9                | 89               |                      |                      | 6/6                  | 2/3                  |                      |                      |                      |          |          |          |          |         |         |         | 1       |         |         | 1           |          | 2       |
| Ungarn    | 15               | 8                | 9                | 89               | 1/2                  |                      | 6/6                  | 1/1                  |                      |                      |                      |          |          |          |          |         |         |         | 2       |         |         |             |          | 1       |
| Portugal  | 22               | 11               | 16               | 69               |                      |                      | 9/12                 | 1/3                  |                      | 1/1                  |                      |          |          |          |          |         |         |         | 2       |         |         | 1           |          |         |
| Kroatien  | 15               | 8                | 12               | 67               | 1/1                  |                      | 5/9                  | 2/2                  |                      |                      |                      |          |          |          |          | 15:52   |         |         | 1       |         |         |             |          | 3       |
| Gesamt    | 152              | 80               | 103              | 78               | 8/9                  | 3/3                  | 52/69                | 18/22                | 0/1                  | 2/2                  |                      |          |          |          |          | 2       |         |         | 16      |         |         | 6           |          | 9       |

### José Basualdo
- Nummer: 2
- Name auf dem Trikot: BASUALDO
- Spielposition(en): Kreißläufer/Linker Flügel
- Verein: Centro Juventud Antoniana, Salta
- Geburtsdatum: 30. November 2000
- Größe: 2,00 Meter

| Gegner    | Punkte und Würfe | Punkte und Würfe | Punkte und Würfe | Punkte und Würfe | Versuche und Treffer | Versuche und Treffer | Versuche und Treffer | Versuche und Treffer | Versuche und Treffer | Versuche und Treffer | Versuche und Treffer | Torhüter | Torhüter | Torhüter | Torhüter | Strafen | Strafen | Strafen | Technik | Technik | Technik | Technik     | Technik  | Technik |
| Gegner    | Punkte           | Tore             | Würfe            | %                | 1-Pt All             | 1-Pt Spin            | Spin                 | In-flight            | Spec                 | Dir Goal             | Pen                  | Sav      | Shots    | %        | Sav Pen  | SUS     | D       | DR      | Ass     | Steal   | Block   | Rec 6m Foul | Pen Foul | TO      |
| --------- | ---------------- | ---------------- | ---------------- | ---------------- | -------------------- | -------------------- | -------------------- | -------------------- | -------------------- | -------------------- | -------------------- | -------- | -------- | -------- | -------- | ------- | ------- | ------- | ------- | ------- | ------- | ----------- | -------- | ------- |
| Kroatien  |                  |                  |                  |                  |                      |                      |                      |                      |                      |                      |                      |          |          |          |          |         |         |         |         |         |         |             |          |         |
| Paraguay  |                  |                  |                  |                  |                      |                      |                      |                      |                      |                      |                      |          |          |          |          |         |         |         |         |         |         |             | 1        |         |
| Portugal  |                  |                  |                  |                  |                      |                      |                      |                      |                      |                      |                      |          |          |          |          |         |         |         |         |         |         |             |          |         |
| Mauritius |                  |                  |                  |                  |                      |                      |                      |                      |                      |                      |                      |          |          |          |          |         |         |         |         |         |         |             | 1        |         |
| Italien   | 2                | 1                | 1                | 100              |                      |                      | 1/1                  |                      |                      |                      |                      |          |          |          |          |         |         |         |         |         |         |             |          |         |
| Thailand  |                  |                  |                  |                  |                      |                      |                      |                      |                      |                      |                      |          |          |          |          | 6:30    | 10:48   |         |         |         |         |             | 2        |         |
| Spanien   |                  | 0                | 1                | 0                |                      |                      | 0/1                  |                      |                      |                      |                      |          |          |          |          | 0:18    |         |         |         |         |         |             |          | 1       |
| Ungarn    |                  |                  |                  |                  |                      |                      |                      |                      |                      |                      |                      |          |          |          |          | 10:26   | 12:38   |         |         |         |         |             | 2        |         |
| Portugal  |                  |                  |                  |                  |                      |                      |                      |                      |                      |                      |                      |          |          |          |          |         |         |         |         |         |         |             | 1        |         |
| Kroatien  |                  |                  |                  |                  |                      |                      |                      |                      |                      |                      |                      |          |          |          |          | 18:34   |         |         |         |         |         |             | 2        |         |
| Gesamt    | 2                | 1                | 2                | 50               |                      |                      | 1/2                  |                      |                      |                      |                      |          |          |          |          | 4       | 2       |         |         |         |         |             | 9        | 1       |

### Francisco Daudinot Reyes
- Nummer: 3
- Name auf dem Trikot: DAUDINOT
- Spielposition(en): beide Flügel/Specialist
- Verein: Club Chajari, Entre Rios
- Geburtsdatum: 15. September 2000
- Größe: 1,80 Meter

| Gegner    | Punkte und Würfe | Punkte und Würfe | Punkte und Würfe | Punkte und Würfe | Versuche und Treffer | Versuche und Treffer | Versuche und Treffer | Versuche und Treffer | Versuche und Treffer | Versuche und Treffer | Versuche und Treffer | Torhüter | Torhüter | Torhüter | Torhüter | Strafen | Strafen | Strafen | Technik | Technik | Technik | Technik     | Technik  | Technik |
| Gegner    | Punkte           | Tore             | Würfe            | %                | 1-Pt All             | 1-Pt Spin            | Spin                 | In-flight            | Spec                 | Dir Goal             | Pen                  | Sav      | Shots    | %        | Sav Pen  | SUS     | D       | DR      | Ass     | Steal   | Block   | Rec 6m Foul | Pen Foul | TO      |
| --------- | ---------------- | ---------------- | ---------------- | ---------------- | -------------------- | -------------------- | -------------------- | -------------------- | -------------------- | -------------------- | -------------------- | -------- | -------- | -------- | -------- | ------- | ------- | ------- | ------- | ------- | ------- | ----------- | -------- | ------- |
| Kroatien  | 10               | 5                | 5                | 100              |                      |                      | 1/1                  | 1/1                  | 3/3                  |                      |                      |          |          |          |          |         |         |         |         |         |         |             | 1        | 2       |
| Paraguay  | 8                | 4                | 5                | 80               |                      |                      |                      |                      | 4/5                  |                      |                      |          |          |          |          |         |         |         | 2       |         |         | 1           |          |         |
| Portugal  | 10               | 5                | 5                | 100              |                      |                      |                      | 1/1                  | 4/4                  |                      |                      |          |          |          |          |         |         |         | 4       |         |         |             |          | 2       |
| Mauritius | 10               | 5                | 7                | 71               |                      |                      | 1/1                  |                      | 4/6                  |                      |                      |          |          |          |          |         |         |         | 1       |         |         | 1           |          | 1       |
| Italien   | 10               | 5                | 7                | 71               |                      |                      | 1/2                  |                      | 4/5                  |                      |                      |          |          |          |          |         |         |         |         |         |         |             |          | 2       |
| Thailand  | 6                | 3                | 6                | 50               |                      |                      | 1/1                  | 1/1                  | 1/4                  |                      |                      |          |          |          |          |         |         |         |         |         |         |             |          | 1       |
| Spanien   | 10               | 5                | 7                | 71               |                      |                      |                      |                      | 5/7                  |                      |                      |          |          |          |          |         |         |         |         |         |         |             |          | 1       |
| Ungarn    | 4                | 2                | 2                | 100              |                      |                      |                      |                      | 2/2                  |                      |                      |          |          |          |          |         |         |         | 3       |         |         | 3           |          | 1       |
| Portugal  | 12               | 6                | 6                | 100              |                      |                      | 1/1                  |                      | 5/5                  |                      |                      |          |          |          |          |         |         |         | 1       |         |         | 2           |          | 3       |
| Kroatien  | 8                | 4                | 4                | 100              |                      |                      |                      |                      | 4/4                  |                      |                      |          |          |          |          |         |         |         |         |         |         |             |          |         |
| Gesamt    | 88               | 44               | 54               | 81               |                      |                      | 5/6                  | 3/3                  | 36/45                |                      |                      |          |          |          |          |         |         |         | 11      |         |         | 7           | 1        | 13      |

### Nicolás Dieguez
- Nummer: 4
- Name auf dem Trikot: DIEGUEZ
- Spielposition(en): rechter Flügel
- Verein: VILO Handball Sports Club, Vicente López, Buenos Aires
- Geburtsdatum: 26. April 2000
- Größe: 1,87 Meter

| Gegner    | Punkte und Würfe | Punkte und Würfe | Punkte und Würfe | Punkte und Würfe | Versuche und Treffer | Versuche und Treffer | Versuche und Treffer | Versuche und Treffer | Versuche und Treffer | Versuche und Treffer | Versuche und Treffer | Torhüter | Torhüter | Torhüter | Torhüter | Strafen | Strafen | Strafen | Technik | Technik | Technik | Technik     | Technik  | Technik |
| Gegner    | Punkte           | Tore             | Würfe            | %                | 1-Pt All             | 1-Pt Spin            | Spin                 | In-flight            | Spec                 | Dir Goal             | Pen                  | Sav      | Shots    | %        | Sav Pen  | SUS     | D       | DR      | Ass     | Steal   | Block   | Rec 6m Foul | Pen Foul | TO      |
| --------- | ---------------- | ---------------- | ---------------- | ---------------- | -------------------- | -------------------- | -------------------- | -------------------- | -------------------- | -------------------- | -------------------- | -------- | -------- | -------- | -------- | ------- | ------- | ------- | ------- | ------- | ------- | ----------- | -------- | ------- |
| Kroatien  | 6                | 3                | 7                | 43               |                      |                      | 2/5                  | 1/2                  |                      |                      |                      |          |          |          |          |         |         |         | 2       |         |         |             | 2        | 1       |
| Paraguay  | 8                | 5                | 7                | 71               | 2/2                  | 2/2                  | 2/3                  | 1/2                  |                      |                      |                      |          |          |          |          | 19:03   |         |         | 1       |         |         | 1           | 1        | 1       |
| Portugal  | 7                | 4                | 5                | 80               | 1/1                  |                      | 3/3                  | 0/1                  |                      |                      |                      |          |          |          |          | 15:29   |         |         | 2       |         |         |             | 1        | 1       |
| Mauritius | 2                | 1                | 2                | 50               |                      |                      | 1/1                  | 0/1                  |                      |                      |                      |          |          |          |          |         |         |         |         |         |         |             |          | 1       |
| Italien   | 18               | 9                | 11               | 82               |                      |                      | 4/5                  | 4/5                  |                      |                      | 1/1                  |          |          |          |          |         |         |         | 2       |         |         | 1           |          | 1       |
| Thailand  | 9                | 5                | 10               | 50               | 1/2                  |                      | 3/6                  | 1/2                  |                      |                      |                      |          |          |          |          |         |         |         | 1       |         |         | 1           |          | 1       |
| Spanien   | 8                | 4                | 5                | 80               |                      |                      | 0/1                  | 4/4                  |                      |                      |                      |          |          |          |          |         |         |         |         |         |         |             |          | 2       |
| Ungarn    | 20               | 11               | 12               | 92               | 2/3                  |                      | 5/5                  | 4/4                  |                      |                      |                      |          |          |          |          |         |         |         | 1       | 1       |         |             |          |         |
| Portugal  | 2                | 1                | 2                | 50               |                      |                      | 1/2                  |                      |                      |                      |                      |          |          |          |          |         |         |         | 7       |         |         |             |          |         |
| Kroatien  | 4                | 2                | 3                | 67               |                      |                      | 2/2                  | 0/1                  |                      |                      |                      |          |          |          |          |         |         |         | 2       |         |         | 1           |          | 1       |
| Gesamt    | 84               | 45               | 64               | 70               | 6/8                  | 2/2                  | 23/31                | 15/22                |                      |                      | 1/1                  |          |          |          |          | 2       |         |         | 18      | 1       |         | 4           | 4        | 9       |

### Elian Jesús Goux
- Nummer: 6
- Name auf dem Trikot: GOUX
- Spielposition(en): linker Flügel/Specialist
- Verein: S.E.D.A.L.O (Sociedad Escolar y Deportiva Alemana „Lanús Oeste“)
- Geburtsdatum: 18. Mai 2001
- Größe: 1,98 Meter

| Gegner    | Punkte und Würfe | Punkte und Würfe | Punkte und Würfe | Punkte und Würfe | Versuche und Treffer | Versuche und Treffer | Versuche und Treffer | Versuche und Treffer | Versuche und Treffer | Versuche und Treffer | Versuche und Treffer | Torhüter | Torhüter | Torhüter | Torhüter | Strafen | Strafen | Strafen | Technik | Technik | Technik | Technik     | Technik  | Technik |
| Gegner    | Punkte           | Tore             | Würfe            | %                | 1-Pt All             | 1-Pt Spin            | Spin                 | In-flight            | Spec                 | Dir Goal             | Pen                  | Sav      | Shots    | %        | Sav Pen  | SUS     | D       | DR      | Ass     | Steal   | Block   | Rec 6m Foul | Pen Foul | TO      |
| --------- | ---------------- | ---------------- | ---------------- | ---------------- | -------------------- | -------------------- | -------------------- | -------------------- | -------------------- | -------------------- | -------------------- | -------- | -------- | -------- | -------- | ------- | ------- | ------- | ------- | ------- | ------- | ----------- | -------- | ------- |
| Kroatien  | 4                | 2                | 4                | 50               |                      |                      |                      |                      | 2/4                  |                      |                      | 0        | 2        | 0        |          | 11:25   |         |         |         |         |         |             | 1        |         |
| Paraguay  | 2                | 1                | 3                | 33               |                      |                      | 0/1                  | 1/2                  |                      |                      |                      |          |          |          |          |         |         |         | 1       |         |         |             |          |         |
| Portugal  |                  |                  |                  |                  |                      |                      |                      |                      |                      |                      |                      | 0        | 1        | 0        |          | 3:07    |         |         |         |         |         |             |          |         |
| Mauritius | 2                | 1                | 2                | 50               |                      |                      | 1/1                  |                      | 0/1                  |                      |                      | 0        | 1        | 0        |          | 6:07    |         |         |         | 3       | 1       |             | 2        | 1       |
| Italien   |                  |                  |                  |                  |                      |                      |                      |                      |                      |                      |                      | 0        | 4        | 0        | 0/1      | 5:56    |         |         |         |         |         |             | 1        | 1       |
| Thailand  | 6                | 3                | 6                | 50               |                      |                      | 3/4                  | 0/2                  |                      |                      |                      | 1        | 7        | 14       |          |         |         |         |         | 1       |         |             |          |         |
| Spanien   |                  |                  |                  |                  |                      |                      |                      |                      |                      |                      |                      |          |          |          |          |         |         |         |         | 1       |         |             |          |         |
| Ungarn    | 2                | 1                | 1                | 100              |                      |                      | 1/1                  |                      |                      |                      |                      |          |          |          |          |         |         |         |         | 1       |         |             | 1        |         |
| Portugal  |                  |                  |                  |                  |                      |                      |                      |                      |                      |                      |                      | 0        | 2        | 0        |          |         |         |         |         |         |         |             |          |         |
| Kroatien  |                  |                  |                  |                  |                      |                      |                      |                      |                      |                      |                      |          |          |          |          |         |         |         |         |         |         |             |          |         |
| Gesamt    | 16               | 8                | 16               | 50               |                      |                      | 5/7                  | 1/4                  | 2/5                  |                      |                      | 1        | 17       | 6        | 0/1      | 4       |         |         | 1       | 6       | 1       |             | 5        | 1       |

### Nicolás Millet
- Nummer: 7
- Name auf dem Trikot: MILLET
- Spielposition(en): Kreißläufer/linker Flügel
- Verein: CEF Nº 1 Neuquén
- Geburtsdatum: 4. August 2000
- Größe: 1,88 Meter

| Gegner    | Punkte und Würfe | Punkte und Würfe | Punkte und Würfe | Punkte und Würfe | Versuche und Treffer | Versuche und Treffer | Versuche und Treffer | Versuche und Treffer | Versuche und Treffer | Versuche und Treffer | Versuche und Treffer | Torhüter | Torhüter | Torhüter | Torhüter | Strafen | Strafen | Strafen | Technik | Technik | Technik | Technik     | Technik  | Technik |
| Gegner    | Punkte           | Tore             | Würfe            | %                | 1-Pt All             | 1-Pt Spin            | Spin                 | In-flight            | Spec                 | Dir Goal             | Pen                  | Sav      | Shots    | %        | Sav Pen  | SUS     | D       | DR      | Ass     | Steal   | Block   | Rec 6m Foul | Pen Foul | TO      |
| --------- | ---------------- | ---------------- | ---------------- | ---------------- | -------------------- | -------------------- | -------------------- | -------------------- | -------------------- | -------------------- | -------------------- | -------- | -------- | -------- | -------- | ------- | ------- | ------- | ------- | ------- | ------- | ----------- | -------- | ------- |
| Kroatien  |                  |                  |                  |                  |                      |                      |                      |                      |                      |                      |                      |          |          |          |          | 8:48    |         |         |         |         |         |             |          |         |
| Paraguay  |                  |                  |                  |                  |                      |                      |                      |                      |                      |                      |                      |          |          |          |          |         |         |         |         |         |         |             |          |         |
| Portugal  |                  |                  |                  |                  |                      |                      |                      |                      |                      |                      |                      |          |          |          |          |         |         |         |         |         |         |             |          |         |
| Mauritius |                  |                  |                  |                  |                      |                      |                      |                      |                      |                      |                      |          |          |          |          | 16:16   |         |         |         |         |         |             |          |         |
| Italien   |                  |                  |                  |                  |                      |                      |                      |                      |                      |                      |                      |          |          |          |          | 12:47   |         |         |         |         | 1       |             | 1        |         |
| Thailand  |                  |                  |                  |                  |                      |                      |                      |                      |                      |                      |                      |          |          |          |          | 9:47    |         |         |         |         |         |             |          |         |
| Spanien   |                  |                  |                  |                  |                      |                      |                      |                      |                      |                      |                      |          |          |          |          |         |         |         |         |         |         |             |          |         |
| Ungarn    |                  |                  |                  |                  |                      |                      |                      |                      |                      |                      |                      |          |          |          |          |         |         |         |         |         |         |             | 1        |         |
| Portugal  |                  |                  |                  |                  |                      |                      |                      |                      |                      |                      |                      |          |          |          |          |         |         |         |         |         |         |             | 2        |         |
| Kroatien  | 2                | 1                | 1                | 100              |                      |                      | 1/1                  |                      |                      |                      |                      |          |          |          |          | 9:29    |         |         |         |         |         |             | 1        |         |
| Gesamt    | 2                | 1                | 1                | 100              |                      |                      | 1/1                  |                      |                      |                      |                      |          |          |          |          | 5       |         |         |         |         | 1       |             | 5        |         |

### Alejo Novillo
- Nummer: 8
- Name auf dem Trikot: NOVILLO
- Spielposition(en): Torhüter
- Verein: Deportivo Maipú
- Geburtsdatum: 20. Juli 2000
- Größe: 1,92 Meter

| Gegner    | Punkte und Würfe | Punkte und Würfe | Punkte und Würfe | Punkte und Würfe | Versuche und Treffer | Versuche und Treffer | Versuche und Treffer | Versuche und Treffer | Versuche und Treffer | Versuche und Treffer | Versuche und Treffer | Torhüter | Torhüter | Torhüter | Torhüter | Strafen | Strafen | Strafen | Technik | Technik | Technik | Technik     | Technik  | Technik |
| Gegner    | Punkte           | Tore             | Würfe            | %                | 1-Pt All             | 1-Pt Spin            | Spin                 | In-flight            | Spec                 | Dir Goal             | Pen                  | Sav      | Shots    | %        | Sav Pen  | SUS     | D       | DR      | Ass     | Steal   | Block   | Rec 6m Foul | Pen Foul | TO      |
| --------- | ---------------- | ---------------- | ---------------- | ---------------- | -------------------- | -------------------- | -------------------- | -------------------- | -------------------- | -------------------- | -------------------- | -------- | -------- | -------- | -------- | ------- | ------- | ------- | ------- | ------- | ------- | ----------- | -------- | ------- |
| Kroatien  | 2                | 1                | 1                | 100              |                      |                      |                      |                      |                      | 1/1                  |                      | 7        | 26       | 27       | 0/4      |         |         |         |         |         |         |             |          |         |
| Paraguay  | 0                | 0                | 1                | 0                |                      |                      |                      |                      |                      | 0/1                  |                      | 6        | 19       | 32       | 0/2      |         |         |         |         |         |         |             |          |         |
| Portugal  | 0                | 0                | 1                | 0                |                      |                      |                      |                      |                      | 0/1                  |                      | 7        | 26       | 27       | 1/1      |         |         |         |         |         |         |             |          |         |
| Mauritius | 0                | 0                | 1                | 0                |                      |                      |                      |                      |                      | 0/1                  |                      | 6        | 20       | 30       | 0/2      |         |         |         |         |         |         |             |          |         |
| Italien   |                  |                  |                  |                  |                      |                      |                      |                      |                      |                      |                      | 5        | 27       | 19       | 1/3      |         |         |         |         |         |         |             |          |         |
| Thailand  |                  |                  |                  |                  |                      |                      |                      |                      |                      |                      |                      | 8        | 26       | 31       | 0/1      |         |         |         |         |         |         |             |          | 1       |
| Spanien   |                  |                  |                  |                  |                      |                      |                      |                      |                      |                      |                      | 6        | 27       | 22       |          |         |         |         |         |         |         |             |          |         |
| Ungarn    | 2                | 1                | 2                | 50               |                      |                      |                      |                      | 0/1                  | 1/1                  |                      | 6        | 28       | 21       | 0/4      |         |         |         |         |         |         |             |          |         |
| Portugal  | 2                | 1                | 2                | 50               |                      |                      |                      |                      |                      | 1/2                  |                      | 9        | 31       | 29       | 2/5      |         |         |         | 1       |         |         |             |          |         |
| Kroatien  | 4                | 2                | 2                | 100              |                      |                      |                      |                      |                      | 2/2                  |                      | 7        | 23       | 30       | 1/3      |         |         |         |         |         |         |             |          |         |
| Gesamt    | 10               | 5                | 10               | 50               |                      |                      |                      |                      | 0/1                  | 5/9                  |                      | 67       | 253      | 26       | 5/25     |         |         |         | 1       |         |         |             |          | 1       |

### Tomás Paez Alarcon
- Nummer: 9
- Name auf dem Trikot: PAEZ
- Spielposition(en): Specialist/zentraler Rückraum
- Verein: Deportivo Goliat de Viedma
- Geburtsdatum: 14. Dezember 2000
- Größe: 1,91 Meter

| Gegner    | Punkte und Würfe | Punkte und Würfe | Punkte und Würfe | Punkte und Würfe | Versuche und Treffer | Versuche und Treffer | Versuche und Treffer | Versuche und Treffer | Versuche und Treffer | Versuche und Treffer | Versuche und Treffer | Torhüter | Torhüter | Torhüter | Torhüter | Strafen | Strafen | Strafen | Technik | Technik | Technik | Technik     | Technik  | Technik |
| Gegner    | Punkte           | Tore             | Würfe            | %                | 1-Pt All             | 1-Pt Spin            | Spin                 | In-flight            | Spec                 | Dir Goal             | Pen                  | Sav      | Shots    | %        | Sav Pen  | SUS     | D       | DR      | Ass     | Steal   | Block   | Rec 6m Foul | Pen Foul | TO      |
| --------- | ---------------- | ---------------- | ---------------- | ---------------- | -------------------- | -------------------- | -------------------- | -------------------- | -------------------- | -------------------- | -------------------- | -------- | -------- | -------- | -------- | ------- | ------- | ------- | ------- | ------- | ------- | ----------- | -------- | ------- |
| Kroatien  | 2                | 1                | 4                | 25               |                      |                      | 1/4                  |                      |                      |                      |                      | 1        | 1        | 100      |          |         |         |         | 2       |         |         |             |          |         |
| Paraguay  | 2                | 1                | 1                | 100              |                      |                      |                      |                      |                      |                      | 1/1                  |          |          |          |          |         |         |         | 3       |         |         |             |          |         |
| Portugal  | 2                | 1                | 4                | 25               |                      |                      | 1/3                  | 0/1                  |                      |                      |                      | 1        | 2        | 50       |          |         |         |         |         |         |         |             |          |         |
| Mauritius | 13               | 7                | 8                | 88               | 1/1                  | 1/1                  | 5/6                  | 1/1                  |                      |                      |                      | 0        | 0        |          |          |         |         |         |         |         | 1       |             |          | 1       |
| Italien   | 2                | 1                | 1                | 100              |                      |                      | 1/1                  |                      |                      |                      |                      | 0        | 2        | 0        |          |         |         |         |         |         |         |             |          |         |
| Thailand  | 4                | 2                | 3                | 67               |                      |                      | 2/3                  |                      |                      |                      |                      | 1        | 6        | 17       |          |         |         |         | 1       |         |         |             |          |         |
| Spanien   | 0                | 0                | 1                | 0                |                      |                      | 0/1                  |                      |                      |                      |                      |          |          |          |          |         |         |         |         |         |         |             |          |         |
| Ungarn    |                  |                  |                  |                  |                      |                      |                      |                      |                      |                      |                      |          |          |          |          |         |         |         |         |         |         |             |          |         |
| Portugal  | 0                | 0                | 1                | 0                |                      |                      | 0/1                  |                      |                      |                      |                      | 0        | 1        | 0        |          | 16:57   |         |         |         |         |         |             | 1        |         |
| Kroatien  |                  |                  |                  |                  |                      |                      |                      |                      |                      |                      |                      |          |          |          |          |         |         |         |         |         |         |             |          |         |
| Gesamt    | 25               | 13               | 23               | 57               | 1/1                  | 1/1                  | 10/19                | 1/2                  |                      |                      | 1/1                  | 3        | 12       | 25       |          | 1       |         |         | 6       |         | 1       |             | 1        | 1       |

### Julián Santos
- Nummer: 12
- Name auf dem Trikot: SANTOS
- Spielposition(en): linker Flügel/Kreißläufer
- Verein: Venado Tuerto Santa Fe
- Geburtsdatum: 10. März 2000
- Größe: 1,95 Meter

| Gegner    | Punkte und Würfe | Punkte und Würfe | Punkte und Würfe | Punkte und Würfe | Versuche und Treffer | Versuche und Treffer | Versuche und Treffer | Versuche und Treffer | Versuche und Treffer | Versuche und Treffer | Versuche und Treffer | Torhüter | Torhüter | Torhüter | Torhüter | Strafen | Strafen | Strafen | Technik | Technik | Technik | Technik     | Technik  | Technik |
| Gegner    | Punkte           | Tore             | Würfe            | %                | 1-Pt All             | 1-Pt Spin            | Spin                 | In-flight            | Spec                 | Dir Goal             | Pen                  | Sav      | Shots    | %        | Sav Pen  | SUS     | D       | DR      | Ass     | Steal   | Block   | Rec 6m Foul | Pen Foul | TO      |
| --------- | ---------------- | ---------------- | ---------------- | ---------------- | -------------------- | -------------------- | -------------------- | -------------------- | -------------------- | -------------------- | -------------------- | -------- | -------- | -------- | -------- | ------- | ------- | ------- | ------- | ------- | ------- | ----------- | -------- | ------- |
| Kroatien  | 9                | 6                | 6                | 100              | 3/3                  | 2/2                  | 2/2                  | 1/1                  |                      |                      |                      |          |          |          |          |         |         |         | 2       |         |         |             |          |         |
| Paraguay  | 6                | 3                | 5                | 60               |                      |                      |                      | 1/3                  |                      |                      | 2/2                  |          |          |          |          |         |         |         | 6       |         |         | 1           |          | 1       |
| Portugal  | 12               | 6                | 8                | 75               |                      |                      | 1/1                  | 1/3                  |                      |                      | 4/4                  |          |          |          |          |         |         |         | 2       |         |         | 1           |          |         |
| Mauritius | 6                | 3                | 5                | 60               |                      |                      | 1/1                  | 1/3                  |                      |                      | 1/1                  |          |          |          |          |         |         |         | 4       |         |         |             |          | 1       |
| Italien   | 6                | 3                | 6                | 50               |                      |                      | 2/3                  | 0/2                  |                      |                      | 1/1                  |          |          |          |          | 19:22   |         |         | 9       |         |         |             | 1        |         |
| Thailand  | 8                | 4                | 6                | 67               | 0/1                  |                      | 2/2                  | 1/2                  |                      |                      | 1/1                  |          |          |          |          |         |         |         | 5       |         |         |             |          |         |
| Spanien   | 4                | 2                | 4                | 50               |                      |                      | 1/2                  | 0/1                  |                      |                      | 1/1                  |          |          |          |          |         |         |         | 2       |         |         |             |          |         |
| Ungarn    | 13               | 7                | 8                | 88               | 1/1                  |                      |                      | 3/4                  |                      |                      | 3/3                  |          |          |          |          |         |         |         | 5       |         |         |             |          | 2       |
| Portugal  | 6                | 3                | 6                | 50               | 0/1                  |                      | 1/1                  | 1/1                  |                      |                      | 1/3                  |          |          |          |          |         |         |         | 4       |         |         |             |          |         |
| Kroatien  | 4                | 2                | 4                | 50               |                      |                      |                      | 2/3                  |                      |                      | 0/1                  |          |          |          |          |         |         |         | 4       |         |         |             |          |         |
| Gesamt    | 74               | 39               | 58               | 67               | 4/6                  | 2/2                  | 10/12                | 11/23                |                      |                      | 14/17                |          |          |          |          | 1       |         |         | 43      |         |         | 2           | 1        | 4       |

## Legende
Punkte vor dem Schrägstrich bezeichnen immer die erfolgreichen Aktionen, bei Torabschlüssen die Treffer, bei Torhüteraktionen die Torverhinderungen. Die Zahl dahinter nennt die Zahl der Versuche, geglückte wie nicht geglückte.
Punkte und Würfe
- Punkte – erzielte Punkte
- Tore – erzielte Tore
- Würfe – Torwürfe
- % – Prozentzahl von Treffern bei Würfen
- 1-Pt All – alle normalen Torabschlüsse, die zu einem Punkt führen
- 1-Pt Spin – nicht gelungener Drehwurf, deshalb nur ein Punkt wert (auch schon einmal in den 1-Pt All enthalten)
- Spin – Sprungwurf mit Drehung um die eigene Achse, dafür gibt es zwei Punkte
- In-flight – Torabschluss im Flug („Kempa-Trick“), auch hier gibt es zwei Punkte für einen Treffer
- Spec – Tor durch einen Specialist, diese Tore bringen immer zwei Punkte
- Dir Goal – direkte Tore durch den Torhüter, da dieser per se Specialist ist, gibt es auch hier immer zwei Punkte
- Pen – Tore durch Strafwürfe

Torhüteraktionen
- Sav – Torverhinderungen
- Shots – Würfe auf das Tor
- % – Prozentualer Anteil der gehaltenen Würfe
- Sav Pen – gehaltene Strafwürfe

Strafen – Angegeben ist der jeweilige Zeitpunkt im Spiel, in dem die Strafe ausgesprochen wurde
- SUS – Zeitstrafen
- D – Spielstrafe (Disqualifikation für den Rest des Spiels)
- DR – Platzverweis (Disqualifikation mit Bericht)

Technische Statistiken
- Ass – Assists: direkte Vorlagen zu Treffern der eigenen Mannschaft
- Steal – Eroberung eines Balles von der angreifenden Mannschaft
- Block – erfolgreiche Verhinderung eines Torabschlusses
- Rec 6m Foul – gefoult worden, was zu einem Strafwurf (6m) führte
- Pen Foul – ein Foul begangen, was zu einem Strafwurf führte
- TO – Turnover: Ballverlust im Angriff an die verteidigende Mannschaft